# Zelenîi Hai, Dnipro
Zelenîi Hai (în ucraineană Зелений Гай) este un sat în comuna Novomîkolaiivka din raionul Dnipro, regiunea Dnipropetrovsk, Ucraina.

## Demografie
Componența lingvistică a localității Zelenîi Hai
     Ucraineană (73,08%)
     Rusă (26,92%)
Conform recensământului din 2001, majoritatea populației localității Zelenîi Hai era vorbitoare de ucraineană (73,08%), existând în minoritate și vorbitori de rusă (26,92%).